# Luis Ordaz
Luis Javier Ordaz (Maracaibo, Zulia, 12 de agosto de 1975) es un exjugador de cuadro y entrenador de las Grandes Ligas de Béisbol. Ordaz jugó para los St. Louis Cardinals (1997-1999), Kansas City Royals (2000-2002) y Tampa Bay Devil Rays (2006).

## Carrera

### En grandes ligas
En una carrera de seis temporadas, Ordaz registró un promedio al bate de .219 con 30 carreras impulsadas y ningún jonrón en 205 juegos.
Firmó su primer contrato en 1993 con Cincinnati Reds, el 27 de enero de 1993, cuando tenía 17 años de edad. Terminó segundo en la Liga de los Apalaches con siete triples con Princeton. En 1994j jugó sólo 9 partidos con el filial clase A Charleston antes de convertirse en el campocorto de tiempo completo en Princeton. Lideró la Appy League con 173 asistencias y fue seleccionado para el equipo de estrellas de la liga.
Al siguiente año volvió al Charleston y terminó segundo entre los campocortos de la Liga del Atlántico Sur con un porcentaje de fildeo de .954. Cometió 14 errores menos (22) que cualquier otro shorstop con al menos 110 juegos jugados. Fue parte de un intercambio de tres equipos, el 4 de diciembre de 1995, entre los Cardinals por el jardinero Andre King, mientras que St. Louis también recibió al jardinero Miguel Mejía de los Reales y Kansas City recibió a Mike Remlinger de los Rojos.
En 1996, terminó tercero con el filial clase A de los Cardenales, St. Pete, con un promedio de .272. En la siguiente temporada dio el salto de doble A al San Luis, el 3 de septiembre de 1997, su primer contacto con la acción de las Grandes Ligas. donde fue dirigido por Tony La Russa. Consiguió su primer sencillo el 20 de septiembre, en su quinto juego en las mayores, cuando consiguió 3 imparables, incluido un doble, más una base robada contra los Pittsburgh Pirates.
Tuvo más oportunidades en las mayores durante la temporada de 1998, al participar en 57 juegos con los Cardenales. Bateó para .203 (31-153) con 5 dobles y 8 carreras impulsadas durante 3 períodos: del 27 de mayo al 9 de junio; del 24 de junio al 17 de julio; y del 2 de agosto hasta el final de la temporada. En 1999 inició la campaña en el roster del día inaugural y participó en 10 juegos con su único hit y carreras impulsadas en el primer partido contra Milwaukee Brewers. Fue enviado a Memphis el 19 de abril y logró un promedio de .285 con los Redbirds de triple A. Logró el tercer lugar entre todos los campocortos de triple A. El 15 de diciembre fue cambiado a Arizona Diamondbacks a cambio del jardinero Dante Powell.
Formó parte del roster inicial de Arizona en la temporada de 2000, pero fue designado para asignación después del primer juego de la temporada. Kansas City Royals lo reclamó de los waivers de los Diamondbacks el 5 de abril. Jugó en 27 partidos, 12 en el campocorto y 15 en segunda base, y cometió sólo un error.
Tuvo la oportunidad de jugar en 28 encuentros para los Reales en 2001 y bateó .250 (14-56) con 3 dobles y 4 carreras impulsadas. Pasó la mayor parte de la primera mitad de la temporada en la lista de lesionados con una distensión en el cuádriceps izquierdo. Se  reintegró al roster el 1 de julio después de un período de rehabilitación de 14 juegos en Omaha, triple A. Fue designado para asignación el 23 de agosto.
Fue invitado a los entrenamientos primaverales de los Cachorros de Chicago en 2002 y jugó 61 juegos para el Iowa, filial triple A, antes de ser liberado el 1 de julio. Fue firmado nuevamente por los Reales el mismo día y asignado a Omaha. Bateó .309 (42-136) en 35 juegos con 19 carreras impulsadas. Kansas City lo subió el 13 de agosto y participó en 33 juegos y bateó .223.
Apareció en sólo 49 juegos para Omaha en 2003, temporada en la que perdió más de dos meses por lesiones. Una distensión en la mano izquierda lo mantuvo en la lista de lesionados del 6 de abril al 9 de junio. Se reintegró durante 2 juegos y luego regresó a la lista de lesionados, el 15 de junio, durante una semana, con una contusión en el talón izquierdo.
En la temporada de 2004 fue contratado nuevamente por Arizona y asignado al Durham, equipo con el cual tuvo un promedio al bate de .255 en 103 juegos tuvo sólo 11 bases por bolas en 386 apariciones en el plato. En 2005 estuvo limitado a 39 juegos, el mínimo de su carrera, con el Durham, por una lesión en el pie izquierdo y en un hombro. Bateó para .288 (36 de 125) con 8 dobles, 1 jonrón y 19 carreras impulsadas para los Bulls. Bateó para .455 (15-33) en sus últimos nueve juegos de la temporada, elevando su promedio a más de 40. puntos. Conectó su único jonrón el 2 de septiembre en Norfolk (NYM).

### En Venezuela
Luis Ordaz jugó 14 temporadas en la Liga Venezolana de Béisbol Profesional, con los Petroleros de Cabimas, Pastora de Occidente, Pastora de los Llanos, Águilas del Zulia y Navegantes del Magallanes.
En total jugó 492 partidos, conectó 408 imparables (72 dobles, 11 triples, 7 jonrones) y dejó un promedio de bateo de . 257.  En la temporada 1998-1999 recibió el Guante de Oro por su buen desempeño defensivo en el campocorto. Fue campeón con Tigres de Aragua (como refuerzo) en la temporada 2003-2004.

### Como técnico
En 2013, Ordaz fue el coach de bateo de los Auburn Doubledays Clase A. En 2014, se convirtió en el coach de bateo de los Hagerstown Suns de la Liga del Atlántico Sur. En la temporada 2018, fue coach de bateo de los Nacionales de Potomac (Clase A - Avanzado).Desde 2021 a 2024 ha dirigido como manager a los FCL Nationals, filial rookie de los Washington Nationalsen la Florida Complex League.
En la LVBP también ha sido coach de primera base de los Bravos de Margarita, en 2012; coach de primera, coach de tercera base, y coach de banca de las Águilas del Zulia, entre 2014 a 2022.